# Манфред (герцог Афінський)
Манфред Сицилі́йський (італ. Manfredi di Trinacria; 1306 — 9 листопада 1317) — 8-й герцог Афінський в 1312—1317 роках.

## Життєпис
Походив з Барселонської династії. Третій син Фредеріка II, короля Сицилії, і Елеонори, доньки Карла II, короля Неаполю. Народився 1206 року в м. Катанія. Отримав титул інфанта Сицилійського.
1312 року внаслідок домовленостей між батьком і Рожером Деслором, ректором Каталонської компанії, Манфред стає герцогом Афінським. Втім сам не рушив до Афін. туди батько відправив свого каталонця Беренгера Етанйола, що став керувати за малолітнього герцога. Разом з тим фактично військова влада в Афінському герцогстві належала Каталонській компанії. 1316 року Естанйола змінив зведений брат Манфреда — Альфонс Фредерік.
1317 року під час полювання Манфред впав з коня й невдовзі помер в м. Трапані. Поховано в місцевій церкві Св. Доменіка. Новим герцогом Афінським став його молодший брат Вільгельм II.